# Statues-menhirs de Saumecourte
Les statues-menhirs de Saumecourte sont un groupe de trois statues-menhirs appartenant au groupe rouergat découvertes à Montlaur et Vabres-l'Abbaye, dans le département de l'Aveyron en France.

## Historique
Ces trois statues masculines ont été découvertes respectivement en 1947, 1968 et 1975 par M. Sicard dans la vallée du Dourdou de Camarès, près du lieu-dit Saumecourte sur la commune de Montlaur (statue n°2) et sur la commune de Vabres-l'Abbaye (statues n°1 et n°3). Elles ont été sculptées en bas-relief dans des dalles de grès permien d'origine locale. Elles sont conservées respectivement au Musée Fenaille (statue n°1), au Château de Montaigut (statue n°2) et à la Maison de la Mémoire de Saint-Affrique. Des copies ont été installées sur site.
La statue-menhir n°2 est inscrite monument historique au titre d'objet depuis le 14 octobre 2019.

## Description
La statue n°1 mesure 1,00 m de hauteur sur 0,56 m de largeur et 0,25 m d'épaisseur. Elle est cassée en deux parties et l'extrémité inférieure est manquante. Le visage est effacé. Les mains ne comportent pas de doigt, de même les jambes ne comportent pas d'orteil. Elle comporte tous les attributs masculins caractéristiques : un baudrier, « l'objet », une hache, une flèche et un arc au niveau du cœur. La ceinture dessine un tour complet de la statue, elle est décorée d'une boucle ovale en creux. Au dos, les crochets-omoplates et les bretelles du baudrier se distinguent très nettement.
La statue n°2 est complète mais très usée. Elle mesure 0,98 m de hauteur sur 0,42 m de largeur et 0,12 m d'épaisseur. On peut encore discerner les jambes sans pied, le crochet-omoplate gauche, le baudrier, « l'objet » et la ceinture.
La statue n°3 est incomplète : la partie supérieure a disparu et il manque tout le visage. Elle mesure 0,70 m de hauteur sur 0,47 m de largeur et 0,15 m d'épaisseur. Les doigts des mains sont très réalistes. Les jambes se terminent par des orteils bien visibles. Les mains entourent l'anneau de « l'objet ». La ceinture comporte une grosse boucle ovale et un décor de chevrons très usés. Le verso de la statue est exempt de toute représentation.